# Reto Raduolf Bezzola

Ritratto fotigrafico di Reto Raduolf Bezzola

Reto Raduolf Bezzola (Celerina, 13 settembre 1898 – Samedan, 7 gennaio 1983) è stato un linguista svizzero.

## Biografia
Nacque nella zona di lingua romancia della Svizzera nei Grigioni, quindi la sua lingua madre era la varietà Puter del romancio. Studiò romanistica a Ginevra, Zurigo (con Louis Gauchat e Jakob Jud), Firenze e Parigi. Nel 1922 ottenne la tesi di dottorato a Zurigo con Contributo alla storia dei gallicismi italiani nei primi secoli (750–1300). Inoltre scrisse anche il Saggio storico-linguistico (Zurigo 1924) assieme a Jakob Jud. Sempre a Zurigo nel 1929 ottenne la tesi di abilitazione Spirito e forma nei canti di Giacomo Leopardi (Bologna 1930). Dal 1938 è stato insegnante e, dal 1946 al 1968, è stato professore di letteratura francese, italiana e retoromancia all'Università di Zurigo. Dal 1950 al 1952 fu anche decano della Facoltà.
La sua ricerca si è focalizzata da un lato nella letteratura medievale francese, che ha contribuito importanti opere come Les origines et la formation de la littérature courtoise en Occident (500–1200) o Le sens de l’aventure et de l’amour: Chrétien de Troyes. D'altra parte, ho contribuito a due opere fondamentali all'epoca della valorizzazione e conoscenza della sua lingua madre: ha sviluppato un dizionario romamncio-tedesco e tedesco-romacia e una storia della letteratura romancia.
Nel 2015 grazie alla Pro Grigioni Italiano è uscito il volume Studi danteschi che raccoglie diversi contributi sull'epoca e sulla poesia di Dante pubblicati tra il 1929 e il 1960 tradotti dal tedesco.

## Opere
- Abbozzo di una storia dei gallicismi italiani nei primi secoli (750–1300). Saggio storico-linguistico, Heidelberg 1925
- Deutsch-romanisches Wörterbuch: Ladinisch, hrsg. von der Lia Rumantscha = Dicziunari tudais-ch–rumantsch-ladin, pubblicato da Lia Rumantscha, Coira 1944, 2ª ed. 1976, 3ª ed. con la collaborazione di Rudolf O. Tönjachen, 1982
- Les origines et la formation de la littérature courtoise en Occident (500–1200), Parigi 1944, 1960, 1963; 3 volumi
- Le sens de l’aventure et de l’amour: Chrétien de Troyes, Parigi 1947
- Liebe und Abenteuer im höfischen Roman, Amburgo 1961
- Litteratura dals Rumauntschs e Ladins, Coira 1979
- Studi danteschi, Pro Grigioni Italiano, Coira 2015 (periodo 1929-1960)